# 은혜교통 (인천)
은혜교통은 인천광역시 서구를 근거지로 한 인천광역시의 시내버스 회사이다.

## 삼일여객 주식회사 주요 연혁
- 2001년 8월 29일: 인천광역시 서구 가정동 569에서 회사 설립
- 2001년 12월 3일: 계양구 효성동 산 64에 계양지점을, 연수구 옥련동 56-5에 연수지점 설립.
- 2002년 4월 22일: 본사를 서구 석남동 223-577로 이전.
- 2003년 9월 8일: 연수지점을 옥련동 620-6으로 이전.
- 2007년 1월 26일: 본사를 서구 검암동 612-5로 이전하였으며, 계양지점을 효성동 34-40으로 이전.
- 2007년 2월 13일: 연수지점을 동춘동 926으로 이전.
- 2008년 3월 24일: 본사를 서구 가좌동 178-131로 이전.
- 2009년 11월 13일: 연수지점을 현 위치인 동구 만석동 1-39로 이전.
- 2010년 1월 26일: 본사를 부평구 청천동 67-60으로, 계양지점을 부평구 청천동 404-7로 이전하였으며 서구 원창동 90-6에 서구지점을 설립.
- 2012년 3월 19일: 계양지점을 현 위치인 계양구 길마로11번길 6 (효성동)으로 이전.
- 2013년 2월 20일: 본사를 현 위치인 부평구 서달로 306 (청천동)으로 이전.
- 2014년 10월 13일: 총 2대로 522-1번 운행 시작. 2015년 1월 11일까지 운행 뒤 폐선.
- 2015년: 부평버스의 751번, 753번, 750번의 폐선과 함께 524번, 525번 노선 신설.

## 은혜교통 주식회사 주요 연혁
- 2018년 7월 26일: 인천광역시 부평구 서달로에서 자본금 7,000,000원으로 법인 설립. 이상기 대표이사 취임.
- 2018년 10월 10일: 인천광역시 동구 만석부두로7번길에 연수지점, 부평구 청농로에 청천지점 각각 설치. 삼일여객의 전 노선 양수.
- 2019년 5월 7일: 이상기, 이민형 공동대표이사 취임.
- 2019년 5월 8일: 자본금을 300,000,000원으로 증액.
- 2019년 7월 17일: 연수지점 폐지.
- 2019년 11월 12일: 청천지점을 부평구 청농로에서 미추홀구 문화로로 이전.
- 2019년 12월 27일: 이민형 공동대표이사 사임. 민경덕 공동대표이사 취임. 본점을 인천광역시 부평구 서달로에서 서구 보도진로54번길로 이전.
- 2020년 8월 18일: 이상기 공동대표이사 해임. 민경덕 단독대표이사 취임.
- 2020년 12월 29일: 민경덕 대표이사 사임. 박종규 대표이사 취임.
- 2020년 12월 31일: 인천시내버스 개편으로 594번 노선 신설.
- 2021년 3월 11일: 본점을 서구 보도진로54번길에서 보도진로30번길로 이전.
- 2024년 7월: 선진네트웍스 그룹이 사모펀드 '차파트너스'로부터 '명진교통'을 인수 및 신기범 대표이사 취임.

## 운행 노선

### 지선버스
| 운행노선 | 운행구간         | 운행구간 | 운행구간              | 배차간격 (분) | 인가 대수 | 비고 |
| -------- | ---------------- | -------- | --------------------- | ------------- | --------- | ---- |
| 522번    | 남동대교         | ↔        | 주안역                | 8 - 12        | 14        |      |
| 순환52번 | 송도역           | ↔        | 소래포구역            | 16 - 25       | 4         |      |
| 565번    | 진산초등학교     | ↔        | 부평역                | 9 - 13        | 11        |      |
| 585번    | 백영아파트       | ↔        | 부평역                | 8 - 12        | 8         |      |
| 591번    | 청라국제도서관   | ↔        | 검암역(원당방면)      | 17            | 6         |      |
| 592번    | 신영자동차(종점) | ↔        | 간석오거리역(7번출구) | 9 - 12        | 14        |      |
| 594번    | 신영자동차(종점) | ↔        | 국제성모병원          | 26~31         | 3         |      |
| 596번    | 원창동(종점)     | ↔        | 한성아파트            | 25 - 35       | 2         |      |

## 보유 차량
- 자일대우버스: NEW BS090
- 현대자동차: 현대 그린시티, 일렉시티

## 본점 및 지점 현황
- 본점: 인천광역시 서구 보도진로30번길 26 (가좌동)
- 청천지점: 인천광역시 미추홀구 문화로 27, 지층 (관교동, 삼환아파트단지상가)